# BO-346
BO-346 – radziecki, a następnie albański ścigacz okrętów podwodnych (klasyfikowany w Albanii jako patrolowiec) z okresu zimnej wojny, jeden z sześciu pozyskanych przez Albanię okrętów proj. 122bis. Okręt został zwodowany 6 kwietnia 1951 roku w stoczni numer 340 w Zielenodolsku, a do służby w Marynarce Wojennej ZSRR przyjęto go 22 sierpnia 1951 roku. 27 grudnia 1956 roku nazwę okrętu zmieniono na MPK-346, a w 1958 roku jednostka została zakupiona przez Albanię i weszła w skład Marynarki Wojennej tego państwa 22 kwietnia 1958 roku. Okręt oznaczony był numerami 503 i 532, a we wrześniu 1967 roku został zwrócony ZSRR i ponownie wszedł do służby pod nazwą OS-180. W lipcu 1971 roku ścigacz przekształcono w jednostkę szkolną, zmieniając nazwę na UTS-124. Okręt został skreślony z listy floty 16 stycznia 1998 roku.

## Projekt i budowa
Prace nad dużym ścigaczem okrętów podwodnych, będącym rozwinięciem ścigaczy proj. 122A, rozpoczęły się w ZSRR w 1943 roku. Ostateczny projekt jednostki powstał w biurze konstrukcyjnym CKB-51 w Gorki w 1944 roku. W porównaniu do poprzedników nowe okręty miały większą wyporność, doskonalsze uzbrojenie ZOP i wzmocniony kadłub, a przez to wzrosła ich dzielność morska. W 1946 roku rozpoczęto produkcję seryjną, budując łącznie 227 okrętów.
BO-346 (ros. Bolszoj Ochotnik) zbudowany został w stoczni numer 340 w Zielenodolsku (nr budowy 508). Stępkę okrętu położono 3 marca 1951 roku, został zwodowany 6 kwietnia 1951 roku, a do służby w Marynarce Wojennej ZSRR wszedł 22 sierpnia 1951 roku.

## Dane taktyczno-techniczne

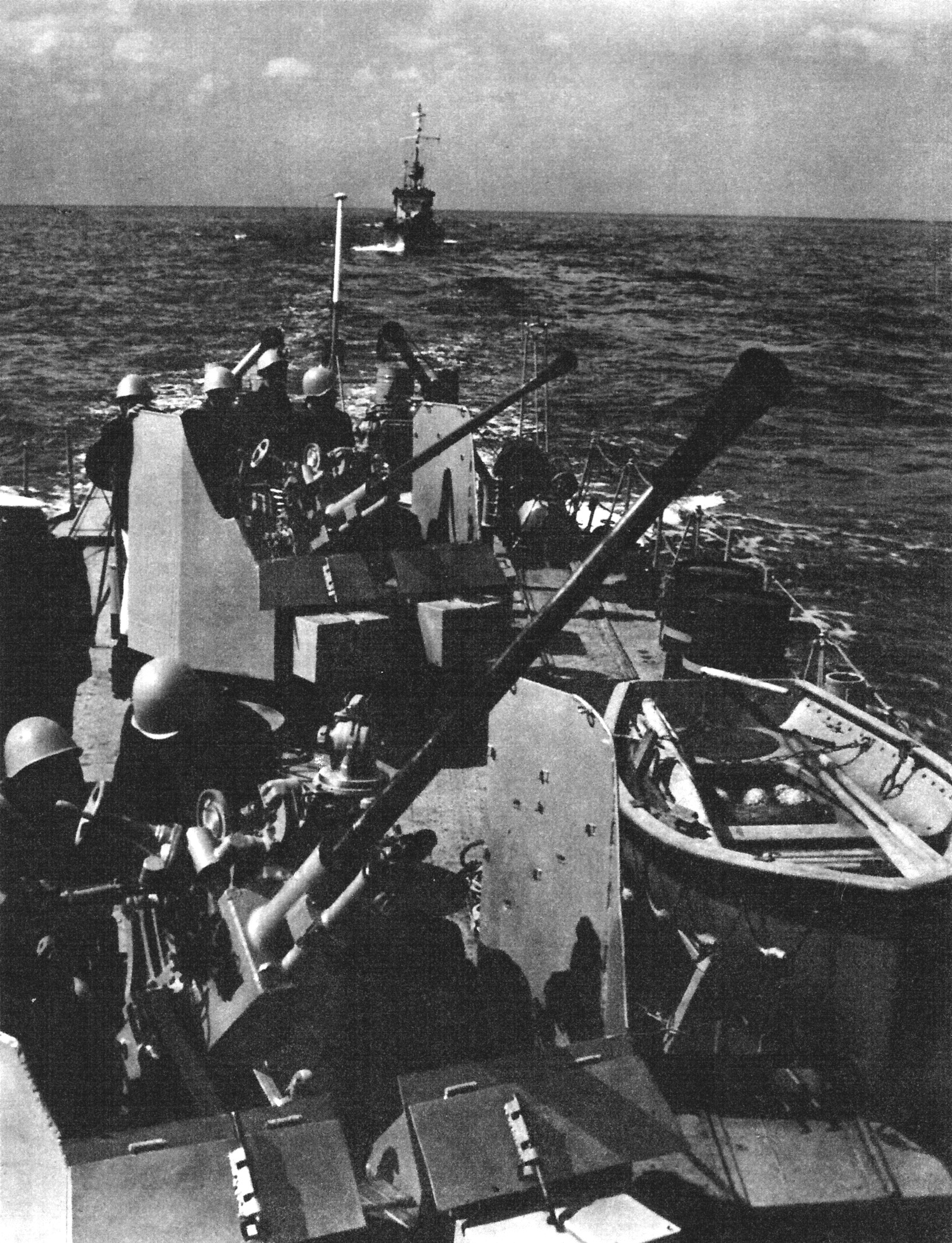
Działka 70-K na pokładzie polskiego ścigacza proj. 122bis

Okręt był dużym, pełnomorskim ścigaczem okrętów podwodnych. Długość całkowita wynosiła 51,7 metra (49,5 metra na konstrukcyjnej linii wodnej), szerokość 6,6 metra i zanurzenie 2,2 metra. Wyporność standardowa wynosiła 302 tony, zaś pełna 336 ton. Okręt napędzany był przez trzy silniki Diesla General Motors 12-278A o łącznej mocy 3600 koni mechanicznych (KM). Trzy wały napędowe poruszały trzema trójłopatowymi śrubami o średnicy 1,13 m każda. Maksymalna prędkość okrętu wynosiła 20 węzłów. Okręt zabierał 18 ton oleju napędowego, co pozwalało osiągnąć zasięg wynoszący 3000 Mm przy prędkości 12 węzłów lub 4100 Mm przy prędkości 8,5 węzła. Autonomiczność wynosiła 10 dób.
Uzbrojenie artyleryjskie jednostki stanowiło pojedyncze działo kal. 85 mm L/52 90-K, z zapasem amunicji wynoszącym 230 sztuk, dwa działka plot. kal. 37 mm 70-K L/73, z zapasem amunicji wynoszącym 1000 sztuk na lufę (2 x I) oraz cztery karabiny maszynowe kal. 12,7 mm L/79 (2 x II), z zapasem 2000 sztuk amunicji na lufę. Broń ZOP stanowiły dwa miotacze bomb głębinowych BMB-1 i dwie zrzutnie bomb głębinowych (z łącznym zapasem 60 bomb). Alternatywnie okręt mógł przenosić do 18 min. Wyposażenie uzupełniał trał kontaktowy KPT-1. Wyposażenie radioelektroniczne obejmowało sonar Tamir-9 oraz radar Gjujs lub Zarnica.
Załoga okrętu składała się z 50-54 oficerów, podoficerów i marynarzy.

## Służba
BO-346 służył początkowo we Flocie Bałtyckiej. 27 grudnia 1956 roku w związku ze zmianą klasyfikacji okręt otrzymał nazwę MPK-346 (ros. Małyj Protiwołodocznyj Korabl). 18 października 1957 roku został przeniesiony do Floty Czarnomorskiej. W 1958 roku jednostka została pozyskana przez Albanię (wraz z bliźniaczymi ścigaczami BO-345, BO-388 i BO-389). Okręt przyjęto w skład Marynarki Wojennej tego państwa 22 kwietnia 1958 roku. Okręt, klasyfikowany w marynarce albańskiej jako patrolowiec, otrzymał numer 503, zmieniony później na 532. 29 września 1967 roku został zwrócony ZSRR i ponownie wszedł do służby we Flocie Czarnomorskiej pod nazwą OS-180, jako jednostka eksperymentalna. 8 lipca 1971 roku ścigacz przekształcono w jednostkę szkolną, zmieniając nazwę na UTS-124. Okręt został skreślony z listy floty 16 stycznia 1998 roku.